# Fernando Asián
Fernando Asián del Barco (Madrid, España, 1951) es un escritor, dibujante, pintor y escultor español, venezolano por nacionalización.

## Biografía

### Inicios profesionales
En España fue guionista del dibujante de cómics Chiqui de la Fuente, para quien escribió "Veneno y su Sombra" con destino a la revista Piñón del Magisterio Español. A partir de esta, su primera colaboración, realizaron otras series como "Genicabra" y "Gag" para la Gaceta Junior de Barcelona. 
Fundador del Suplemento dominical El Cuco del Diario Pueblo de Madrid, escribe y dibuja "El Soñador" y "XB1". Para Chiqui es creador de "Marzy", "Abracadabra" y "Foot y Ball". Escribe "Pampa" y "Super 3", y adaptaciones de las "Mil y Una Noches" también para Chiqui, que distribuye mundialmente S.I, Artists de Barcelona. Escribe el primer cómic antibelicista de la España franquista, la serie "Oliver" para la revista Trinca de Madrid. 
Declarado en rebeldía por negarse a realizar el servicio militar, se traslada a Inglaterra donde publica en revistas de la BBC, y para IPC Magazines. Colabora para revistas de todo el mundo a través de las agencias S.I. Artists y Temple Arte de Londres. Sus series "Zodiac" y "Johannes", se publican en la revista Tarot, entre otras.

### Estancia en Venezuela
En Venezuela, donde reside desde los 70, ha publicado varias series de cómics históricos como "Héroes de la Patria" y "Caudillos del Siglo XIX", y diversas obras de temática ecologista dirigidas a jóvenes, entre otros títulos "El Árbol Mágico" y "El Árbol de Jugar", ganador éste del premio Municipal para Literatura Infantil Ciudad de Maracaibo. 
Fernando Asián ha cultivado las nuevas tecnologías en el arte, produciendo desde 1999 varias ediciones del Salón de Arte Digital de Maracaibo. Asián es profesor fundador de la Facultad Experimental de Arte de la Universidad del Zulia, a la que renunció, tras tres años de dedicación a la docencia. 
Su obra escultórica más importante, es el pebetero de 21 metros de altura, del estadio "Pachencho Romero" de Maracaibo, sede de la final de la Copa América 2007. En la actualidad preside una asociación cultural sin fines de lucro, CARPE DIEM, que desarrolla programas que relacionan las artes y el uso de las nuevas tecnologías dirigidos a las comunidades y colectivos más desfavorecidos. Es productor de eventos y de productos audiovisuales y multimedia que dan impulso a una obra signada por la expresión del arte aplicado.
Su esposa, la historiadora y guionista Luzmila Niño de Asián, su colaboradora de varias publicaciones educativas, fallece en 2014 en Maracaibo. Produce varias exposiciones individuales en Venezuela y en París con el grupo Mission Pas Impossible. 

### Regreso a Europa
En 2019 regresa a Madrid con su familia donde realiza dos exposiciones individuales en Cobalto y participa en exposiciones colectivas en la Escuela de Artes y Oficios de la calle Palma y salones de la Asociación Española de Pintores y Escultores como miembro. Contrae matrimonio con la sociólogo y periodista inglesa Fiona Johnston en Totnes, Devon, Inglaterra. Trabaja entre Devon y Madrid, participa en colectivas en Plymouth y es representado por la Brownston Gallery en Modbury, Devon.

## Premios
Ha recibido varios reconocimientos por su dibujo, como el Premio Emilio Boggio en el Salón Arturo Michelena, y el Premio Metro de Caracas en el Salón Nacional de Artes Plásticas de Caracas, 1989. 

## Obra
Historietística
| Años | Título             | Dibujante           | Tipo       | Publicación                       |
| ---- | ------------------ | ------------------- | ---------- | --------------------------------- |
| 1969 | Genicabra          | Chiqui de la Fuente | Serie      | Gaceta Junior                     |
| 1969 | Gag                | Chiqui de la Fuente | Serie      | Gaceta Junior                     |
| 1969 | Camelote           | Chiqui de la Fuente | Serie      | Piñón                             |
| 1970 | Oliver             | Chiqui de la Fuente | Serie      | Trinca                            |
| 1970 | Veneno y su sombra | Solís               | Serie      | Piñón                             |
| 1970 | Nando              | Fernando Asián      | Serie      | El Cuco                           |
| 1970 | Piñón              | Solís               | Serie      | Piñón                             |
| 1976 | Oliver             | Chiqui              | Monografía | Doncel: Separatas Trinca, núm. 29 |
| 1977 | Johannes           | Fernando Asián      | Serie      | Tarot                             |
| 1983 | Super 3            | Chiqui              | Serie      | Super 3                           |